# 桂枝太郎
桂 枝太郎（かつら えだたろう）は、落語の名跡である。当代は三代目にあたる。初代は上方落語家。二代目以降は東京の二代目桂小文治一門の名跡となった。柳家枝太郎と混合されやすいが、全く別の名跡である。
- 三代目桂枝太郎 - 当代

## 初代
初代 桂 枝太郎（1866年2月 - 1927年2月6日）は、本名: 岩本 宗太郎。享年62。

### 人物
京都生まれ。幼少の頃に父を亡くしたため、2代目桂猫丸（初代桂文之助の門下）が養父となる。
初め6歳で桂慶治に入門し扇太郎？を名乗る。1875年ころに2代目月亭文都の門下で春之助を名乗るが、文都と養父の意見が合わず、明治10年代初めに2世曽呂利新左衛門の門下で笑福亭梅幸の名で旅巡業に出る。その後春之助に戻り、1885年、養父の死によって京都へ戻り、3代目笑福亭松鶴の門下で5代目笑福亭吾鶴を名乗り（あるいは3代目桂文吾の門下で吾鶴を名乗るとも）、幾世亭に出演。1886年、上京し関東地方を巡業。1887年、2代目桂文枝の門下に移り、初代枝太郎を名乗り、主に京都の寄席で真打を張った。後に「京桂派」を主催し、若手育成にも尽力した。
住所から俗に「先斗町」と呼ばれる。歯切れ良く、線の太い芸風で、名人と称された。十八番は『堀川』『紙屑屋』『莨の火』などで、特に『大丸屋騒動』は、あまりに素晴らしい出来であったため、この演目のやり手が他になくなったと言われる。なお、SPレコードに『雷の褌』という小噺を吹き込んでおり、その芸風の一端を偲ぶことができる。また、舞踊は山村流の名手で、初代橘ノ圓と並び称された。
墓所は京都市東山の本壽寺。法名: 妙法桂宗院英枝居士。

### 一門弟子
- 桂桃太郎
- 桂枝雁
- 桂燕太郎（枝雁の実子）

らがいる。

## 2代目
二代目 桂 枝太郎（1895年5月7日 - 1978年3月6日）は、本名∶池田 芳次郎。享年84。落語芸術協会所属。出囃子は『串本節』。

### 人物
女には奥手だったが、戦後、戦災未亡人と結ばれた。しかし、数年して死んだはずの夫が復員してきたという。すでに大看板となっていた枝太郎であったが、数年間どこで何をしているか行方不明の失跡状態となった（実際は大阪にいた）。帰京後、住んでいたアパートに偶然東洋興業（浅草フランス座）の従業員が住んでおり、彼を介して浅草フランス座内に寄席（定席）、「東洋劇場」を作らせることに成功した。これが現在の「浅草演芸ホール」の前身である。
ボランティアも積極的に行い、少年院・刑務所などで落語を行うほか、篤志面接委員となって在院者・受刑者達の更生に尽くした。その功績により1977年（昭和52年）、春の藍綬褒章を受章している。また、川柳・都々逸作家として落語家の川柳の会「鹿川会」を主宰したため、墓所は柄井川柳の墓がある台東区蔵前の龍宝寺にある。

### 経歴
- 日本橋本石町の工業薬品商の次男として生まれる。
- 本石町常盤小学校4年（現：中央区立常盤小学校）を卒業。
- 1908年に青山学院入学。
- その後、明治薬学校（現: 明治薬科大学）に入学させられた。
  - 当時としては（落語家としてだけでなく一般人の中でも）珍しい高学歴で、俗に「インテリの枝太郎」と呼ばれる。
- しかし学業は性に合わず、21歳の頃、『演芸新聞』に「住吉のぶ代」と言うペンネームで寄稿していると、活弁の生駒雷遊から熱烈ラブレターが舞い込んだこともあったという。
- 1917年12月、3代目古今亭今輔に入門。しかし「古蔵宝輔」と言う珍名を名付けられ、落胆して半年で廃業。
- 兄を追って相場師になるも、関東大震災で断念。
- 1924年、やはり噺家が諦めきれず橘家花圓蔵（川崎仙太郎）の引きで噺家に復帰。6代目雷門助六門下で雷門雷好を名乗る。
- 次に6代目春風亭柳枝門下で枝好。
- 次に旅回り専門となり3代目春雨家雷蔵。
- 1938年に2代目桂小文治門下となって初代桂小金治を名乗る。
- 1943年4月、真打昇進し2代目枝太郎襲名。

### 得意ネタ
『自家用車』『子故の春』などの新作落語や、『焔火百話』などの随談ものを得意とした。

### 一門弟子

#### 直弟子
- 桂枝助
- 三代目桂圓枝 - 三代目桂三木助門下から移籍

#### 移籍
- 桂文生 - 五代目柳家小さん門下・落語協会へ
- 桂枝八 - 枝太郎死後圓枝預かりを経て桂歌丸門下へ